# I've Been Lonely for So Long
"I've Been Lonely for So Long" é uma canção pop-soul gravada pelo cantor norte-americano de southern soul, Frederick Knight. Composta por Posie Knight, a esposa do cantor, e Jerry Weaver, foi lançada em 1972 pela Stax Records.
A canção também está incluída em seu álbum homônimo, lançado em 1973.
"I've Been Lonely for So Long" atingiu o número 27 na parada pop, número 8 na R&B/Hip Hop, ambas da Billboard, e número 23 na parada pop britânica.

## Faixas

### Lançamento: 1972
Vinil 7"
- Estados Unidos: Stax /  2025-098

| Lado A |              |         |  |
| N.º    | Título       | Duração |  |
| 1.     | "Lean On Me" | 2:53    |  |

| Lado B |                                |         |  |
| N.º    | Título                         | Duração |  |
| 1.     | "I've Been Lonely For So Long" | 3:11    |  |

Vinil 7"
- Reino Unido: Stax / STA-0117

| Lado A |              |         |  |
| N.º    | Título       | Duração |  |
| 1.     | "Lean On Me" |         |  |

| Lado B |                                |         |  |
| N.º    | Título                         | Duração |  |
| 1.     | "I've Been Lonely For So Long" |         |  |

## Outras versões
- Mick Jagger cobriu "I've Been Lonely for So Long" em seu álbum de 1993, Wandering Spirit.
- Paul Young cobriu "I've Been Lonely for So Long" durante as sessões do seu álbum de 1983, No Parlez.
- Peter Blakeley gravou a canção, sob o título abreviado "I've Been Lonely", para seu álbum de 1993, The Pale Horse, e lançou como single, que alcançou o número 61 na parada australiana da ARIA.
- Black Grape cobriu "I've Been Lonely for So Long" em seu álbum de 1997, Stupid Stupid Stupid.
- Lambchop cobriu "I've Been Lonely for So Long" em seu álbum de 1998, What Another Man Spills.
- John Farnham cobriu "I've Been Lonely for So Long" em seu álbum de 2000, 33⅓.
- Hazmat Modine cobriu "I've Been Lonely for So Long" em seu álbum de 2011, Cicada.